# Hr.Ms. Sittard (M830)
O Hr.Ms. Sittard (M830) foi um navio de guerra de minas construído de madeira e alumínio, e que fez parte da Marinha Real Neerlandesa. Pertencia à Classe Dokkum, a qual recebeu auxílio do Governo dos Estados Unidos para que fossem construídos outros navios, os quais tinham muita similaridade com os navios aliados da Segunda Guerra Mundial.

## Características
Estes navios não possuíam propriedades magnéticas, pois eram construídos em madeira e chapas de alumínio, seus motores e armas também eram em alumínio e aço inoxidável, sua quilha era pequena para um navio de mar com uma tonelagem de 428 toneladas (944 000 libras). Possuía como armamentos dois canhões de 40 milímetros (1,57 polegadas) e mais tarde fora incluído outro canhão antiaéreo de 20 milímetros (0,787 polegadas). A propulsão era fornecida por um par de motores MAN modelo 22/30 V12 que entregava um total de potência de 2 500 cavalos-vapor (1 840 quilowatts).

## Serviço
O navio teve papel importante na limpeza do Mar Frísio, do Rio Escalda e partes do Mar do Norte, no qual até os anos de 1990 algumas minas alemãs e inglesas apareceram durante operações de treinamento com arrasto de reboque.
O Sittard foi descomissionado em 1996 e removido do registro naval em 1997, sendo, então, transferido para o Corpo de Cadetes do Mar de Harlingen. Atualmente é utilizado para lazer e treinamento.
O Sittard participou das gravações do filme Dunkirk (2017), de Christopher Nolan, para o qual recebeu o registro H32 em referencia ao navio britânico HMS Havant (H32), que realizou a retirada de 2300 soldados de Dunquerque na operação que ficou conhecida como Dínamo.

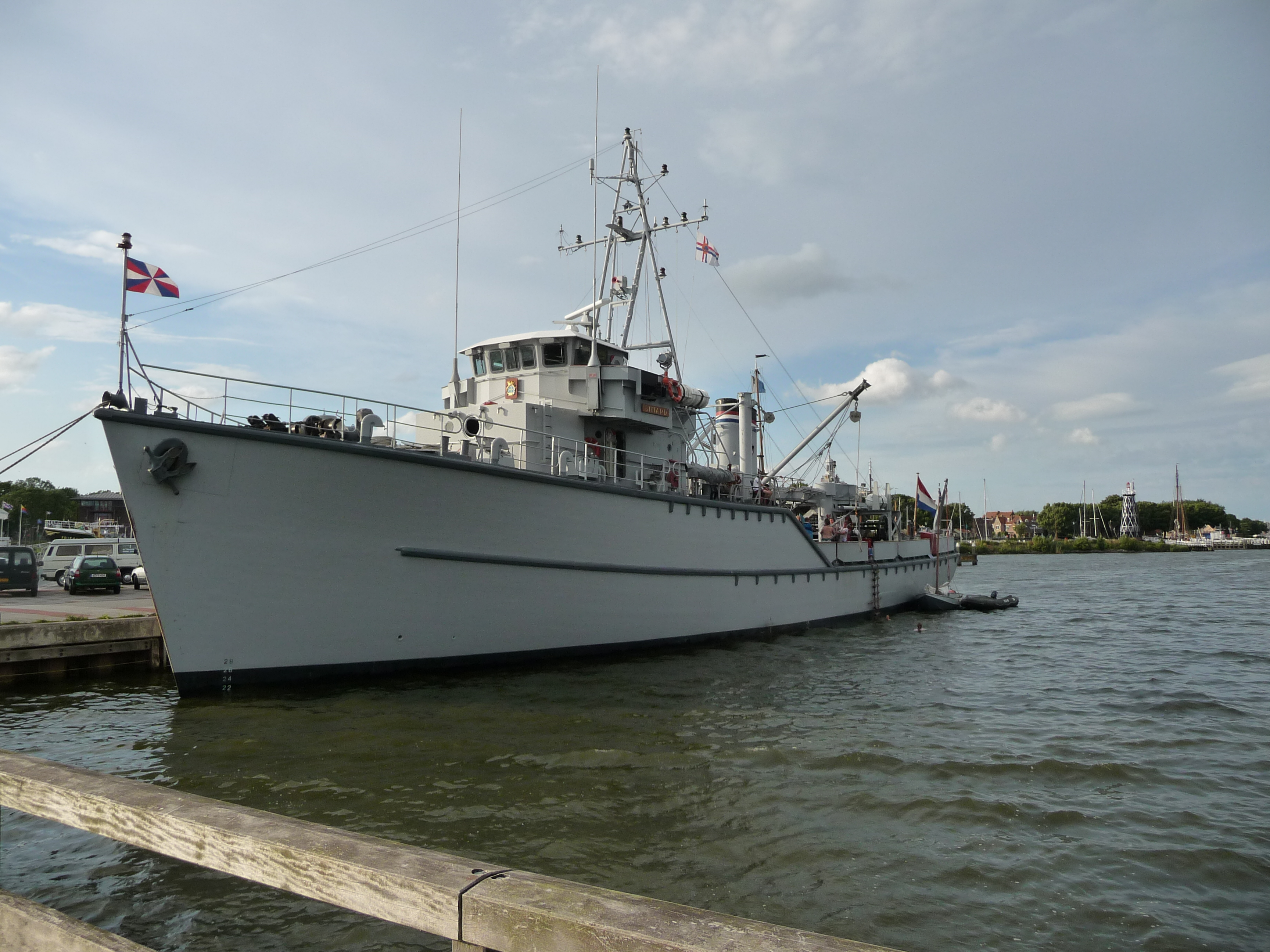
O Sittard em Enkhuizen durante o verão de julho de 2009